# E-Whoring
E-Whoring (aus dem Englischen: „elektronische Hurerei“), manchmal auch eWhoring geschrieben, ist eine Methode des Black-Hat-Hackings. Es handelt sich hierbei um ein Betrugsverfahren im Internet, bei dem der Täter seine Opfer meist in sozialen Netzwerken oder Chat-Foren unter Vortäuschung einer falschen Identität, meist einer für das Opfer potentiell sexuell anziehenden Person, anlockt, um so Geld oder Sachleistungen vom Opfer zu erschleichen. Meist soll das Opfer dazu bewegt werden, ein Abonnement für eine vermeintliche Leistung des Täters (bspw. Onlyfans) abzuschließen.

## Ablauf
E-Whoring wird meist über soziale Netzwerke wie Facebook eingesetzt, indem zunächst Kontakte geknüpft werden. Hat der Täter einige potentielle Opfer gefunden, weil sie in ihm beispielsweise eine attraktive Frau vermuten, bietet er ihnen gegen Bezahlung Links an, in der Regel führen diese vermeintlich zu Portalen für Pornografie. Der Täter verspricht, auf der Pornoseite persönlich zu sexuellen Diensten zur Verfügung zu stehen. In Wirklichkeit aber wird ein Abonnement verkauft. Es sind auch Fälle bekannt geworden, bei denen ein Täter Trojaner installiert, um die Opfer so zu erpressen und weiter auszunutzen zu können. Auch potentiell vom Opfer versendete Nacktbilder werden meist vom Täter genutzt, um sein Opfer später erpressen zu können, sollte der Betrug auffliegen.

## Rechtliche Bewertung
Je nach genauem Ablauf der Tat kommen in Deutschland für E-Whoring die Straftatbestände des Betruges, des Abfangens von Daten, der Nötigung oder der Erpressung in Frage. Es muss eine individuelle Fallbeurteilung stattfinden.